# تیولی (ایتالیا)
شهر تیوُلی (به ایتالیایی: Tivoli, Italy) با جمعیت ۵۲٬۸۵۳ نفر در ناحیه لاتزیو در کشور ایتالیا واقع شده‌است.